# Nikolai Gemel

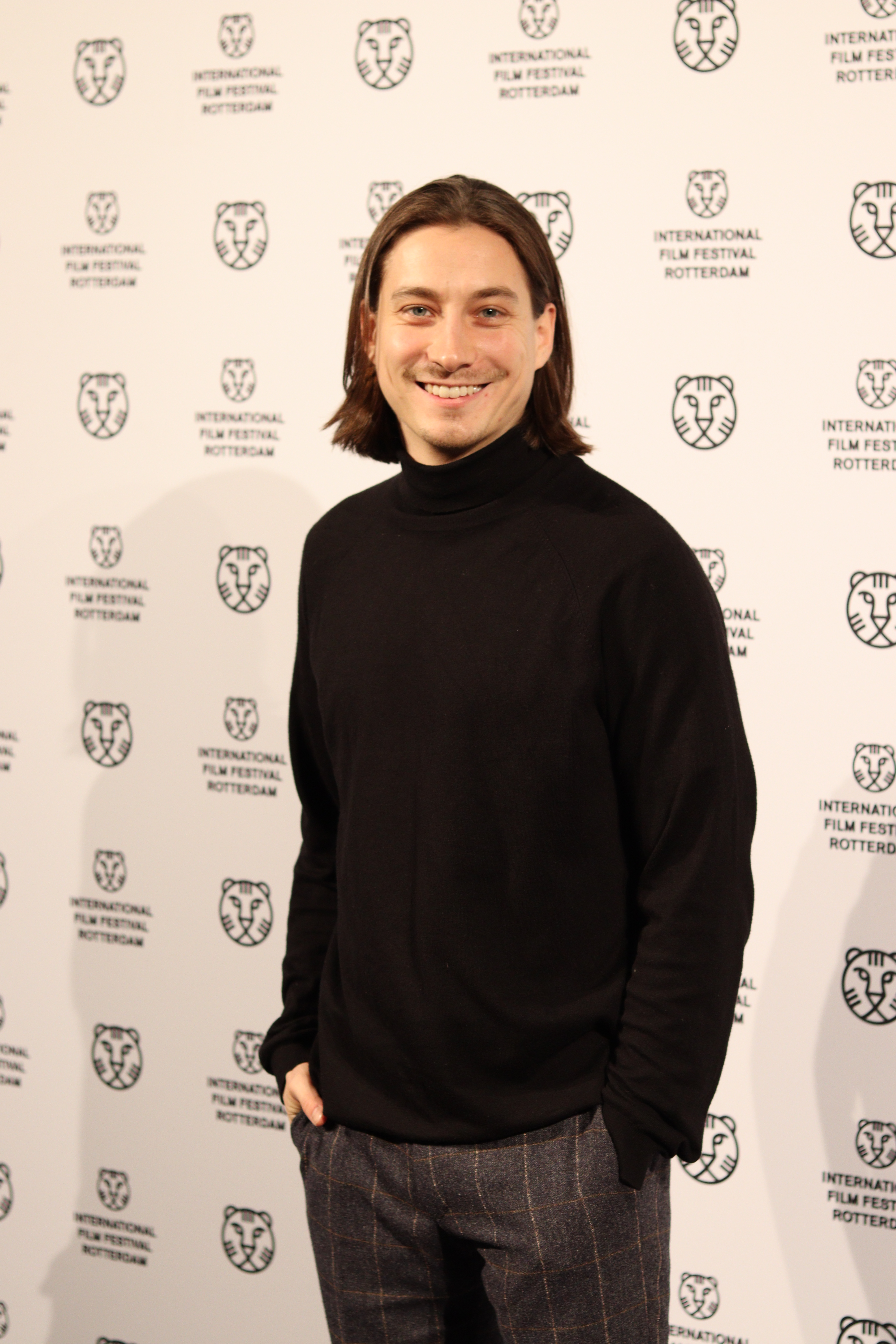
Nikolai Gemel beim International Film Festival Rotterdam 2023

Nikolai Gemel (* 21. November 1990 in Wien) ist ein österreichischer Schauspieler.

## Leben
Bereits als Jugendlicher war Nikolai Gemel in der ORF-Serie tschuschen:power zu sehen. Seitdem ist er als Schauspieler in Film, Fernsehen und Theater tätig.
2013 trat er in einer Inszenierung am Volkstheater Wien auf. Im selben Jahr besuchte er Schauspielkurse am Susan Batson Studio in New York City. Anschließend absolvierte er von 2014 bis 2018 sein Schauspielstudium an der Hochschule für Musik und Theater Hamburg.
Während des Studiums spielte er in Inszenierungen am Thalia Theater und am Deutschen Schauspielhaus in Hamburg sowie am Theater Konstanz, darunter als Beckmann in Wolfgang Borcherts Draußen vor der Tür. Über die Uraufführung der Adaption von Mikael Niemis Roman Skjut apelsinen schrieb eine Rezension, Gemel „beeindruckt als Ich-Erzähler“ und gebe „diesen sensiblen jungen Mann zerbrechlich, um bald zu zeigen, welche Zähigkeit in ihm steckt.“
Seit der Spielzeit 2019/20 ist er festes Ensemblemitglied am Schauspiel Hannover unter der Intendanz von Sonja Anders. Dort debütierte er in Stephan Kimmigs Tschechow-Adaption Platonowa und war unter anderem als Dorian Gray zu sehen. Monte Rosa, ein absurdes Theaterstück von Teresa Dopler, in dem Gemel einen jungen Bergsteiger spielt, wurde für die Mülheimer Theatertage ausgewählt. Gemels Darstellung in der Uraufführung von Christian Barons autobiographischem Stück Ein Mann seiner Klasse bezeichnete Theater der Zeit als „besonders beeindruckend“; die Produktion wurde als eine der zehn bemerkenswertesten Inszenierungen des Jahres zum Berliner Theatertreffen 2022 eingeladen.
Gemel wirkte in zahlreichen Kino- und TV-Produktionen mit, darunter in Karl Markovics auf der Berlinale uraufgeführtem Spielfilm Superwelt und in der auf dem Filmfest München gezeigten ARD-Miniserie Pregau – Kein Weg zurück. Außerdem spielte er 2021 in der zweiten Staffel der BBC-Serie Vienna Blood unter der Regie von Robert Dornhelm.
2023 spielte er in Letzter Abend von Lukas Nathrath einen österreichischen Skandalschauspieler. Der Film feierte seine Weltpremiere beim Internationalen Film Festival Rotterdam, wo er als einziger deutscher Beitrag im Wettbewerb gezeigt wurde, und gewann den Max-Ophüls-Preis für die beste Regie.

## Filmografie (Auswahl)
- 2004: Mein Mörder
- 2007: Mitten im Achten
- 2008: tschuschen:power
- 2008: Der erste Tag
- 2008: Echte Wiener
- 2009: Schnell ermittelt
- 2010: Vermisst: Alexandra Walch, 17
- 2012, 2022: SOKO Kitzbühel
- 2012: Sendung ohne Namen
- 2015: Superwelt
- 2016: Pregau – Kein Weg zurück
- 2019: SOKO Donau
- 2019: Vier Frauen und ein Todesfall
- 2021: Vienna Blood  – Die traurige Gräfin (Fernsehreihe)
- 2023: Letzter Abend
- 2025: Sie glauben an Engel, Herr Drowak?

## Theater (Auswahl)
- 2017: Trilogie meiner Familie, Regie: Luk Perceval (Thalia Theater (Hamburg))
- 2018: Draußen vor der Tür, Regie: Mareike Mikat (Theater Konstanz)
- 2019: Platonowa, Regie: Stephan Kimmig (Schauspiel Hannover)
- 2019: Nackt über Berlin, Regie: Matthias Rippert (Schauspiel Hannover)
- 2020: Das Bildnis des Dorian Gray, Regie: Nikolas Darnstädt (Schauspiel Hannover)
- 2021: Der eingebildete Kranke, Regie: Anne Lenk (Schauspiel Hannover)
- 2021: Ein Mann seiner Klasse, Regie: Lukas Holzhausen (Schauspiel Hannover)[19]
- 2022: Monte Rosa, Regie: Matthias Rippert (Schauspiel Hannover)
- 2022: Das Vermächtnis, Regie: Ronny Jakubaschk (Schauspiel Hannover)
- 2022: Die Ärztin, Regie: Stefan Pucher (Schauspiel Hannover)
- 2022: Der nackte Wahnsinn, Regie: Anne Lenk (Schauspiel Hannover)
- 2023: Das Fest, Regie: Stephan Kimmig (Schauspiel Hannover)
- 2023: Wer hat Angst vor Virginia Woolf?, Regie: Matthias Rippert (Schauspiel Hannover)
- 2024: König Lear, Regie: Stephan Kimmig (Schauspiel Hannover)
- 2024: Vor Sonnenaufgang, Regie: Stefan Pucher (Schauspiel Hannover)